# Ian Scheckter
Ian Scheckter (East London (Zuid-Afrika), 22 augustus 1947) is een voormalig autocoureur uit Zuid-Afrika. Hij reed 20 Formule 1 Grands Prix. Zijn eerste race was op 30 maart 1974. Hij scoorde geen punten.
Hij is de broer van de voormalig wereldkampioen Formule 1 in 1979 Jody Scheckter, en oom van Tomas Scheckter. Zijn eerste Formule 1 race was in Zuid-Afrika, waar hij reed bij Lotus 72. Het volgende jaar en ook in 1976 reed hij bij Tyrrell 007 voor Lexington Racing.